# Ivan Cibic
Ivan Cibic (partizansko ime Mirko), slovenski zdravnik in organizator zdravstva, * 6. avgust 1924, Prosek, Italija, † 11. marec 2016, Ljubljana.
Leta 1942 se je pridružil narodnoosvobodilni borbi in deloval v partizanski saniteti, med drugim tudi v legendarni partizanski bolnišnici Pavla, po osvoboditvi pa nato do 1952 v JLA. Diplomiral je 1957 na ljubljanski Medicinski fakulteti in prav tam 1969 opravil specializacijo iz splošne medicine. Posvetil se je razvoju javnega zdravstva. Med drugim je bil direktor Zdravstvenega doma Ljubljana Center in direktor Zdravstvenega doma Ljubljana. Pod njegovim vodstvom je Zdravstveni dom Ljubljana Center dobil novo zgradbo.